# Flugleiter
Flugleiter, in Österreich Flugplatzbetriebsleiter, sind auf unkontrollierten Flugplätzen die Vertreter des Flugplatzhalters. Sie sorgen für einen geordneten Betrieb des Platzes gemäß den Festlegungen der Genehmigungsbehörde. In Deutschland und Österreich ist in der jeweiligen Betriebsgenehmigung die Anwesenheit eines Flugleiters in der Regel vorgeschrieben, Flugbetrieb ohne Flugleiter kann im Einzelfall und unter Auflagen genehmigt werden.
Flugleiter sind nicht zu verwechseln mit Aerodrome Flight Information Service Officer (AFISO), die ihren Dienst mit ähnlicher Funktion an verkehrsreichen unkontrollierten Flughäfen in Europa leisten. AFISO sind im Gegensatz zum Flugleiter lizenziertes Personal des Flughafen-Fluginformationsdienstes, das eine zertifizierte Ausbildung erhalten hat und zum sonstigen Flugsicherungsbetriebspersonal gehört. Der Schweizer Flugplatz Samedan ist ein solcher Flugplatz, darüber hinaus hat die Schweiz keine Flugleiter oder AFIS.
In der restlichen Welt ist gesetzlich vorgeschriebenes Aufsichtspersonal an kleinen unkontrollierten Flugplätzen weitgehend unbekannt.

## Aufgaben und Befugnisse
Der Flugleiter hat als Vertreter des Flugplatzhalters für einen betriebssicheren Zustand des Flugplatzes und für einen ordnungsgemäßen Betrieb zu sorgen. Damit nimmt er die Rechte und Pflichten des Flugplatzhalters wahr. Der Flugleiter ist nicht befugt Verfügungen nach § 23 Abs. 1 Nr. 2 LuftVO zu erteilen, er hat keinerlei Ordnungsrecht oder hoheitliche Befugnisse, sondern ist auf das Hausrecht beschränkt. Der verantwortliche Luftfahrzeugführer ist grundsätzlich für die sichere Durchführung des Fluges, einschließlich Betrieb des Luftfahrzeugs auf dem Flugplatz, verantwortlich. Anweisungen des Flugleiters müssen aber vom Piloten nach § 23 Abs. 1 Nr. 2 LuftVO beachtet werden. Anweisungen können betreffen:
- Den Flugplatz sicher und ordnungsgemäß zu betreiben, z. B. die Zuweisung einer Parkposition.
- Die geltenden Bestimmungen des Flughafensbetrieb und des Luftverkehrs in der Umgebung zu gewährleisten.
- Anweisungen im Rahmen des Hausrechts, z. B. Festlegen der Start- und Landebahn.
- Zulassen von Abweichungen vom Regelbetrieb bei zwingender Notwendigkeit, wenn  eine Gefährdung des Luftverkehrs vermieden wird. (§ 23 Abs. 2 LuftVO)

Darüber hinaus hat der Flugleiter eine rein beratende und unterstützende Funktion zur Gewährleistung eines sicheren und reibungslosen Flugbetriebs:
- Freigaben der DFS an die Piloten übermitteln (nur im Luftraum G mit einer Radio Mandatory Zone)
- Funkverkehr durchführen: dabei Informationen über Landerichtung, Verkehrsaufkommen, Wetterinformationen und besonderen Vorkommnissen an die Piloten übermitteln,
- Bodensignale (z. B. Lande-T) aktualisieren,
- Anflugbefeuerung bzw. Landebahnbefeuerung bei Nachtflug und/oder auf Anforderung des Luftfahrzeugführes und Instrumentenflug (nur im Luftraum G mit RMZ) aktivieren,
- Unterstützung bei Navigation (z. B. QDM) geben.
- Bei Unfällen die Rettungsleitstelle alarmieren sowie die flugplatzeigene Feuerlösch- und Rettungsausrüstung einsetzen.

Da der Flugleiter kein Angehöriger der Flugsicherung ist, besteht keine Berechtigung gegenüber in der Luft befindlichen Luftfahrzeugen verkehrslenkende Maßnahmen durchzuführen, z. B. eine Landefolge festzulegen. Er hat eine rein beratende Funktion, dies gilt sowohl für den Flug in der Platzrunde als  auch für den Start- und Landevorgang auf dem Flugplatz. Anweisungen kann er hier nur zur Abwendung einer konkreten Gefährdung des Luftverkehrs geben.

### Weitere Aufgaben
Oft werden dem Flugleiter vom Flugplatzbetreiber weiter Aufgaben übertragen:
- Landegebühren erheben,
- Führung des Hauptflugbuchs

## Ausbildung
Eine festgelegte Ausbildung für Flugleiter, die an einem Landeplatz im Luftraum G tätig sind, gibt es nicht. Meistens werden mindestens eine Privatpilotenlizenz oder vergleichbare Kenntnisse im Luftfahrtrecht gefordert. Auf kleinen Landeplätzen sind Flugleiter oft ehrenamtlich tätig. Je nach Art des Landeplatzes benötigt man ein Flugfunkzeugnis für VFR- (Luftraum G) oder IFR-Verkehr (Luftraum G mit RMZ). Zudem muss der Flugleiter in seiner Tätigkeit eingewiesen werden.
An unkontrollierten Flugplätzen mit IFR Verkehr arbeitet ein „Aerodrome Flight Information Service Officer“, der die Koordination mit dem jeweiligen Sektorenlotsen gewährleistet.

## Beauftragter für Luftaufsicht (BfL oder BfLa)
An Flughäfen ohne Luftaufsichtsstelle sind oft ein oder mehrere Angestellte des Flugplatzbetreibers gleichzeitig Beauftragte für Luftaufsicht (BfL oder BfLa) und damit Vertreter der Landesluftfahrtbehörde vor Ort. Oft sind dies in Personalunion die vom Flugplatzbetreiber bestellten Flugleiter. Als Vertreter der Landesluftfahrtbehörde üben sie, im Gegensatz zum Flugleiter, eine hoheitliche Tätigkeit aus, während die Rechte ders Flugleiters auf die Durchsetzung des Hausrechts beschränkt sind. Der Beauftragte für Luftaufsicht wird als Hilfsorgan der Luftaufsicht von der zuständigen Luftfahrtbehörde bestellt und unterliegt der direkten Weisungsbefugnis der Behörde. Sie haben dieselben hoheitlichen Befugnisse und Verpflichtungen wie die Bediensteten der Luftfahrtbehörde. Bei ihrer Aufgabe als Beauftragter der Luftaufsicht sind sie unabhängig von der Weisungsbefugnis des Flugplatzbetreibers, auch wenn sie in einem Beschäftigungsverhältnis zum Flugplatzbetreiber stehen.

## Fliegen ohne Flugleiter
Flugleiter sind an den meisten Landeplätzen in Deutschland im Gegensatz zu vielen anderen Staaten immer noch vorgeschrieben. Seit Jahrzehnten gibt es Bestrebungen von Piloten, Vereinen und Verbänden, ein Fliegen ohne Aufsichtspersonal an kleinen Flugplätzen zu ermöglichen. Zur Erleichterung sind elektronische Systeme in Erprobung, die automatische Ansagen über Wetterverhältnisse, Landerichtung usw. durchführen. Außerdem werden zur Aktivierung der Landebahnbefeuerung PCL-Systeme installiert. Die Landesluftfahrtbehörden genehmigen heute den Betrieb eines Landeplatzes ohne Flugleiter unter bestimmten Auflagen wie nur mit Prior Permission Required, begrenzt auf Ortskundige, nur für Überlandflüge und mit dem Verbot von Platzrunden und Schulflügen. Ob es eine Genehmigung gibt und mit welchen Auflagen, bleibt der jeweiligen Genehmigungsbehörde überlassen. Eine einheitliche Regelung auf Bundesebene gibt es nicht. Bei Betrieb ohne Flugleiter ist zudem weiterhin eine Aufsichtsperson notwendig. Begründung der Behörden sind die ICAO-Standards für Rescue and Firefighting (deutsch Rettung und Feuerbekämpfung), die Deutschland, als einer der wenigen Staaten der Welt, auch für kleine Flugplätze voll anwendet. Regelung hierfür ist die NfL I 72/83 zum Feuerlösch- und Rettungsdienst. Daher muss beim Fliegen ohne Flugleiter eine eingewiesene Person für Rettung und Feuerbekämpfung vor Ort sein. Die ICAO-Standards für Rettung und Feuerbekämpfung werden aber zum 3. November 2022 aufgehoben.

## Geschichte
Bis zum Ende der Weimarer Republik war der Betrieb von Flughäfen weitgehend in Verantwortung des Betreibers. Auf größeren Flughäfen gab es eine Polizeiflugwache, zuständig für die Einhaltung der Gesetze und Regelungen. Die uniformierten Polizeivollzugsbeamten waren für den luftpolizeiliche Überwachungsdienst auf dem Flughafengelände verantwortlich. Ausbildung, Gliederung und Unterstellung der Luftpolizei war in den Bundesländern unterschiedlich geregelt. Im Freistaat Preußen war sie ein eigener Ausbildungsgang innerhalb der Schutzpolizei, der um luftfahrspezifische Fächer erweitert wurde. Sie war dem Regierungspräsident als Mittelbehörde für Luftfahrtangelegenheit unterstellt. Kleinere Flugplätze waren der Luftpolizei der größeren Flughäfen zugeordnet, ohne dass dort ständig Personal vor Ort war.
Zur Aufgabe der Luftpolizei gehörte:
- Kontrolle der Bordpapiere
- Passkontrolle
- Technische Kontrolle der Luftfahrzeuge
- Flugunfallermittlungen
- Startregelungen und Startverbote

Nach der Machtergreifung der Nationalsozialisten wurde die zivile Luftverkehrsverwaltung nach Aufbau des Reichsluftfahrtministerium neu geregelt. Dem Ministerium unterstellte Luftämter wurden geschaffen und diesen wurde, neben dem Flugwetterdienst und Flugfunkdienst, luftpolizeiliche Aufgaben als Luftaufsicht zugewiesen. Die Luftaufsicht war dabei in Flughafenleitung für Verkehrsflugplätze und Luftaufsichtswache an kleineren Landplätzen aufgeteilt. Die Personal für die Luftaufsicht wurden von den Luftämtern bestellt und wurden meist von der Luftpolizei übernommen. Ab 1935 wurde die Uniform der Luftwaffe getragen. Mit der Verordnung von 1936 brauchten nun Flugzeuge vor Verlassen auch kleinster Flugplätze eine einzelne Genehmigung der Luftaufsichtswache, die vorher schriftlich zu beantragen war. Auf großen Flughäfen konnte ein Flugplan den Antrag ersetzen. Die Anwesenheit der Luftaufsicht bei Flugbetrieb wurde verpflichtend. Die Anwesenheits- und Genehmigungspflicht der Luftaufsichtswache, die Pflichtdokumentation im Hauptflugbuches und der Flugplatzzwang, also des Verbots außerhalb von Flugplätzen zu starten und zu landen, sollte eine lückenlose Überwachung auch kleinster Flugplätze sicherstellen um eine Reichsflucht mit dem Flugzeug, insbesondere jüdischer Bürger unter Umgehung der Reichsfluchtsteuer, zu verhindern. Mit dem Luftaufsichtsgesetz und nachfolgende Durchführungsverordnung von 1939 wurde die Befugnisse der Luftaufsicht weiter ausgeweitet. Sie durfte nun eigene Verordnungen erlassen und diese Vorordnungen und Anweisungen mit unmittelbaren Zwang oder Waffengewalt durchsetzen.
In der Bundesrepublik Deutschland und Österreich wurden nach Wiedererlangung der Lufthoheit viele Regelungen für die Luftaufsicht aus dem Dritten Reich direkt übernommen wie die Anwesenheitspflicht von Aufsichtspersonal auch auf kleinen Landeplätze, Hauptflugbuch und Flugplatzzwang. Auf Flughäfen wurde die Flughafenleitung in Beauftragter für Luftaufsicht umbenannt, aus der Luftaufsichtswache wurde in Österreich der Flugplatzbetriebsleiter und in Deutschland der Flugleiter. Die Rechte des Flugleiters als Aufsichtspersonal wurde aber von einer hoheitlichen Tätigkeit auf die Durchsetzung des Hausrecht des Flugplatzbetreibers beschränkt.
Flugleiter wurden auch bis 1959 Kontrollpersonal der Flugsicherung genannt. Heute lautet deren Bezeichnung Fluglotse. Die Fachzeitschrift der Gewerkschaft der Flugsicherung wird bis heute unter dem Titel der flugleiter veröffentlicht.
Im Jahr 1962 wurde die erste Flugleiterin Deutschlands berufen, Renate Kolde übernahm auf dem Verkehrslandeplatz der Nordseeinsel Juist ihren Dienst. Sie wurde schließlich als „Stimme des Nordens“ bekannt und war mit 34 Dienstjahren auch dienstälteste Flugleiterin Deutschlands.

## Trivia
- Die Tätigkeit als Flugleiter gibt es noch beim Modellflug und im Brieftaubenverein